# 항존주의
항존주의(恒存主義, 영어: educational perennialism)는 시공(時空)을 초월하여 항구적으로 불변하는 진리를 포함하고 있는 고전(古典)과의 대화를 통해, 인간 지성의 계발을 목표로 하는 교육사상이다. 그 대표적 이론가는 미국의 허친스(R. M. Hutchins), 프랑스의 마리탱(J. Maritain) 등이다.

## 이론가

### 허친스
허친스(Robert Maynard Hutchins, 1899-1977)는 미국의 법률가·대학행정가이다. 오버린(Oberlin) 대학 및 예일 대학교를 졸업했다. 그 후 예일 대학교 법학부 강사, 동 대학 교수, 시카고 대학교 총장, 미국 변호사 회원을 역임했다. 저서로는 <자유를 위한 교육>(1948), <도덕·종교·고등교육>(1960) 등이 있다.  그는 교육에 있어서 교양교육을 주장하였다. 고전은 소수의 훌륭한 선인(先人)들이 만들어 놓은 정신적 노작(勞作)이며, '옛것인 동시에 새것'으로 시대와 국민을 초월한 보편적 가치가 있는 것으로 보았다. 고전작품은 인류공동의 문화유산으로 후세에 길이 모범이 될 가치가 있으며, 이런 고전을 통해 지성을 계발하고, 이성을 훈련시키는 것이 참된 교육이라고 보았다. 그는 또 청소년을 교육시킬 때 찰나적·지방적·직업적·경험적으로 교육시키는 것을 옳지 못하다고 했다.

## 같이 보기
- 교육사상